# Stenellipsis scapogranulata
Stenellipsis scapogranulata là một loài bọ cánh cứng trong họ Cerambycidae.